# Иванинский район
Иванинский район — административно-территориальная единица в составе Центрально-Чернозёмной и Курской областей, существовавшая в 1928—1963 годах. Центр — п.г.т. Иванино.

## История
Иванинский район был образован в 1928 году в составе Льговского округа Центрально-Чернозёмной области. 30 июля 1930 года в связи с ликвидацией окружной системы в СССР Иванинский район перешёл в прямое подчинение Центрально-Чернозёмной области.
13 июля 1934 года Иванинский район был включён в состав Курской области.
1 февраля 1963 года Иванинский район был упразднён, а его территория передана в Льговский район.

## Административно-территориальное деление
По данным 1945 года Иванинский район делился на 20 сельсоветов:
| - Афанасьевский - Березуцкий-на-Ломне - Быковский - Дроняевский - Иванинский - Касторнянский - Кожлякский - Колпаковский - Костельцевский - Любимовский | - Любицкий - Макаровский - Масоловский - Мармыжский - Николаевский - Ново-Сергиевский - Старо-Дубцевский - Тарасовский - Успенский - Чаплинский |